# Albéric (évêque de Langres)
Pour les articles homonymes, voir Albéric et Aubry.
Albéric ou Aubry, mort le 21 décembre 838, est un ecclésiastique français, abbé de Saint-Étienne de Dijon puis évêque de Langres de 820 à sa mort. Missus de l'empereur Louis le Pieux, il réforme les communautés religieuses de son diocèse.

## Biographie

### Une famille épiscopale
Albéric ou Aubry est abbé de Saint-Étienne de Dijon  quand il devient en 820 évêque de Langres. Selon la Chronique de Bèze, l'empereur Louis le Pieux le désigne comme successeur de l'évêque Betto. 
L'historien Jean Marilier propose de l'identifier à un certain Albrich cité en 806 comme témoin d'une charte de donation de l'évêque Betto et de le rattacher à la famille bavaroise des Agilolfinges. Albéric appartient à la famille des évêques de Langres qui tient aussi l'abbaye de Schäftlarn et qui est liée à l'abbé d'Ellwangen Wicterp d'Augsbourg,.

### Évêque etmissus
Albéric est cité pour la première fois comme évêque dans une charte de 821 qui concerne une donation à Saint-Étienne de Dijon,,. Vers 825, l'empereur Louis le Pieux le nomme missus dominicus pour les provinces de Lyon, de Vienne et de Tarentaise,,,,, avec le comte Richard,. Albéric est le premier évêque de Langres qui est nommé missus.
Albéric est l'auteur de deux lettres écrites vers 828 et destinées à l'évêque de Toul Frothaire, qui constituent les plus anciens écrits conservés des évêques de Langres.
En 830, Albéric reçoit dans sa ville de Langres Louis le Pieux et son fils Lothaire dans le cadre d'un concile provincial présidé par l'évêque Agobard de Lyon,. 
En 835, Albéric participe au concile de Metz et au concile de Thionville, au cours duquel l'archevêque de Reims Ebbon est déposé. En 838, Albéric fait partie des destinataires de l'acte d'accusation porté par Florus de Lyon contre le chorévêque Amalaire, chargé d'administrer le diocèse depuis la déposition d'Agobard. Toutefois, il ne participe pas au plaid tenu en septembre 838 à Quierzy pour étudier cette affaire.

### Réformateur
Albéric réforme les communautés religieuses de son diocèse,. En 827, il désigne son chorévêque Herlebert pour succéder à Herlegaut comme abbé de Saint-Bénigne de Dijon, dont il fait réparer l'église,.
Entre 829 et 836, Albéric est l'un des quatre missi dominici, avec l'évêque d’Autun Modoin, l'archevêque de Sens Aldric, et l’abbé de Fleury Boson, que Louis le Pieux charge de régler un différend qui concerne le partage des menses abbatiale et conventuelle à l'abbaye de Flavigny,. Il s'agit aussi d'appliquer les dispositions de la réforme d'Aix de 816-817, qui prévoit l'unification de la vie régulière sous la règle de saint Benoît.
En 830, il réforme et restaure complètement l'abbaye Saint-Pierre de Bèze,,,. La Chronique de Bèze attribue cette action à une guérison miraculeuse de l'évêque mais retranscrit deux chartes qui montrent une action concertée de l'évêque, du chapitre et de l'empereur.
Dans les années 830, il ramène le chapitre de chanoines de Dijon à Langres, l'installe près de la cathédrale de Langres, et le dote de biens. C'est l'origine d'une circonscription juridique spéciale au sein de la cité de Langres qui, au XIIe siècle, est précisément délimitée. Cette réforme du chapitre est rappelée dans un diplôme de Louis le Pieux donné à Langres le 19 août 834. 
Albéric meurt le 21 décembre 838,, à abbaye Saint-Pierre de Bèze où il est inhumé. Son successeur sur le siège épiscopal de Langres est Thibaut Ier, probablement son parent.